# Basilianus singapurae
Basilianus singapurae es una especie de coleóptero de la familia Passalidae.

## Distribución geográfica
Habita en Tailandia, Singapur y Borneo.